# Gert-Rainer Stephan
Gert-Rainer Stephan (* 17. Juni 1953) ist ein deutscher ehemaliger Fußballspieler. Für die Betriebssportgemeinschaft (BSG) Sachsenring Zwickau spielte er in den 1970- und 1980-Jahren in der DDR-Oberliga, der höchsten Liga im DDR-Fußball.

## Sportliche Laufbahn
Als 21-Jähriger bestritt Gert-Rainer Stephan seine ersten Punktspiele im Männerfußball. Beim zweitklassigen DDR-Ligisten Motor Werdau absolvierte er in der Saison 1974/75 13 der 22 Punktspiele, in denen er hauptsächlich als Mittelfeldspieler eingesetzt wurde. 1975/76 wurde er durchgehend als linker Abwehrspieler aufgeboten, gehörte mit wenigen kurzen Unterbrechungen zur Stamm-Mannschaft und erzielte sein erstes Punktspieltor. Motor Werdau wurde Liga-Staffelsieger und qualifizierte sich damit für die Oberliga-Aufstiegsrunde. Stephan nahm an allen acht Aufstiegsspielen teil, seine Mannschaft verpasste mit Platz drei jedoch den Aufstieg. Auch in den folgenden drei Spielzeiten konnte sich Stephan im Spielerstamm behaupten, indem er von den 64 ausgetragenen Ligaspielen 50 Begegnungen bestritt. In seiner letzten Werdauer Saison kam er 1978/79 zu weiteren zwei Ligatoren. 
Unmittelbar nach Ende der DDR-Liga-Spielzeit wechselte Stephan zum Oberligisten Sachsenring Zwickau, für den er noch, weiter als Mittelfeldspieler, sieben Oberligaspiele bestritt. Beim dritten Einsatz schoss er sein erstes Oberligator. Zwei Spielzeiten lang konnte sich Stephan als Stammspieler in der Zwickauer Oberligamannschaft behaupten, als er von den 52 Punktspielen 47-mal zum Einsatz kam. Am dritten Spieltag der Saison 1981/82 verletzte sich Stephan so schwer, dass er erst wieder am 19. Spieltag aufgeboten werden konnte und so nur zu zehn Punktspieleinsätzen kam. 1982/83 fiel er wieder wegen Verletzungen aus und bestritt nur elf Oberligaspiele. Es war für ihn gleichzeitig die letzte Oberligaspielzeit, denn Sachsenring Zwickau musste nach dieser Saison in die DDR-Liga absteigen. So kam Gert-Rainer Stephan nach fünf Spielzeiten auf 80 Oberligaeinsätze und gehörte in jeder Saison mit seinen sieben Treffern zu Sachsenrings Torschützen. 1983/84 absolvierte er seine letzte Spielzeit im höheren Ligenbereich. Noch einmal für Sachsenring Zwickau antretend bestritt er in der Hinrunde in unregelmäßigen Abständen und auf wechselnden Positionen noch fünf DDR-Ligaspiele. 
Als Masseur beim FSV Zwickau und als Physiotherapeut bei den Eispiraten Crimmitschau blieb er noch bis in die 2000er-Jahre hinein dem Sport verbunden.